# اوکبروک (کنتاکی)
اوکبروک (به انگلیسی: Oakbrook) یک منطقهٔ مسکونی در ایالات متحده آمریکا است که در شهرستان بون، کنتاکی واقع شده‌است. اوکبروک ۸٫۲ کیلومتر مربع مساحت و ۹٬۰۳۶ نفر جمعیت دارد و ۲۶۵ متر بالاتر از سطح دریا واقع شده‌است.